# مايا مورجنشتيرن
إيميليا مايا نينيل مورجنشتيرن (بالرومانية: Emilia-Maia-Ninel Morgenstern)‏ وهي ممثلة أفلام ومسرح رومانية ولدت في يوم 1 مايو 1962 في رومانيا، مثلت في عدة أفلام ناطقة بالإنجليزية، ومثلت في فلم آلام المسيح من إخراج ميل جبسون حيث مثلت دور مريم العذراء ومثلت في فلم بالانتا و فلم ذا أوك في أيام رومانيا الشيوعية.

## روابط خارجية
- مايا مورجنستيرن على موقع IMDb (الإنجليزية)
- مايا مورجنستيرن على موقع ألو سيني (الفرنسية)
- مايا مورجنستيرن على موقع أول موفي (الإنجليزية)
- مايا مورجنستيرن على موقع قاعدة بيانات الأفلام السويدية (السويدية)
- مايا مورجنستيرن على موقع ديسكوغز (الإنجليزية)
- مايا مورجنستيرن على موقع قاعدة بيانات الفيلم (الإنجليزية)
- مايا مورجنستيرن على موقع كينوبويسك (الروسية)